# Frank von Behren
Frank von Behren (født 28. september 1976 i Hille) er en tysk tidligere håndboldspiller, der senest spillede for den tyske Bundesligaklub GWD Minden.

## Klubhold
- TSV GWD Minden (1996–2003)
- VfL Gummersbach (2003–2006)
- SG Flensburg-Handewitt (2006–2008)
- TSV GWD Minden (2008)

## Landshold
Von Behren debuterede på det tyske landshold i 1997 og spillede 168 landskampe, hvor han scorede 356 mål. Han deltog i OL 2000 i Sydney, hvor tyskerne blev nummer fem. Størst succes havde han, da han først vandt EM-sølv i 2002, og derpå to år senere, hvor han var med til at vinde sølv ved OL 2004 i Athen. Her gik tyskerne videre fra en tredjeplads i indledende pulje, hvorpå de besejrede Spanien i kvartfinalen efter forlænget spilletid og straffekastkonkurrence. I semifinalen blev til til en klar sejr over det russiske hold, inden det i finalen igen blev til nederlag til kroaterne, der dermed vandt guld. Russerne fik bronze.